# Municipio de Gaines (condado de Kent)
El municipio de Gaines (en inglés: Gaines Township) es un municipio ubicado en el condado de Kent en el estado estadounidense de Míchigan. En el año 2010 tenía una población de 25146 habitantes y una densidad poblacional de 271,5 personas por km².

## Geografía
El municipio de Gaines se encuentra ubicado en las coordenadas 42°48′16″N 85°36′17″O / 42.80444, -85.60472. Según la Oficina del Censo de los Estados Unidos, el municipio tiene una superficie total de 92.62 km², de la cual 92.47 km² corresponden a tierra firme y (0.16%) 0.15 km² es agua.

## Demografía
Según el censo de 2010, había 25146 personas residiendo en el municipio de Gaines. La densidad de población era de 271,5 hab./km². De los 25146 habitantes, el municipio de Gaines estaba compuesto por el 80.47% blancos, el 9.3% eran afroamericanos, el 0.47% eran amerindios, el 4.65% eran asiáticos, el 0.03% eran isleños del Pacífico, el 2.39% eran de otras razas y el 2.69% pertenecían a dos o más razas. Del total de la población el 6.09% eran hispanos o latinos de cualquier raza.